# NGC 4861
NGC 4861 é uma galáxia espiral barrada (SBm) localizada na direcção da constelação de Canes Venatici. Possui uma declinação de +34° 51' 43" e uma ascensão recta de 12 horas, 59 minutos e 01,8 segundos.
A galáxia NGC 4861 foi descoberta em 1 de Maio de 1785 por William Herschel.